# エヌアイン完全世界
『エヌアイン完全世界』（エヌアインかんぜんせかい）は、「SUBTLE STYLE（サトルスタイル）」と「るつぼゲームワークス」が制作した対戦格闘ゲーム。2010年4月末から5月にかけてロケーションテストを行い、2010年6月25日にアーケードゲーム用として稼働開始し、2012年（平成24年）2月22日からはNESiCAxLive配信タイトルとして配信が開始された。

## 概要
『アカツキ電光戦記』の続編であり、「エヌアイン」と「テンペルリッター」が新キャラクターとして登場し、前作のキャラクターも引き続いて登場している。そのキャラクターのうち、ミュカレは元々の肉体の持ち主である「カティ」として新キャラクター扱いで入れ替わって登場しており、攻撃スタイルや技もだいぶ異なっている。また、アノニムは、「アノニム・ガード」という別人の設定であり、必殺技など一部仕様が変更されているほか、マリリンが黒手会をのっとったという設定でフルネームが「マリリン大姐（ターチェ）」に変更され、同様に魏も「大魏」という名前に変更されている。
システム面も同様に、前作から新たな要素を加えている。前作が全体的に硬く、ストーリーを重視した構成であったのに対し、本作では色鮮やかにしエフェクトや演出を強化され、比較的派手な構成になっている。ただし、ストーリー面では大幅に簡略化され、対戦ツールとしての面が強調されている。なお、タイムリリースにより、2人プレイ用のTAGプレイが解禁されている。
ゲームエンジンは、るつぼゲームワークスが制作した新たな物を採用している。同人サークル「SUBTLE STYLE」のサトルが一人で製作した同人ゲームであった前作とは異なり、本作はアーケードで実績のある大手デベロッパであるるつぼとの共同開発となるが、るつぼの担当者は松島徹のみなので、実質二人である。音楽は前作と同じく福澤正洋が担当。
2019年8月のEVO2019にて、2D対戦格闘ゲーム『BLAZBLUE』シリーズ新作『BLAZBLUE CROSS TAG BATTLE』への参戦が発表された。
NESiCAxLiveがオリジナルタイトルをリリースしてから10年後となる2022年2月22日、『エヌアイン完全世界 Anastasis』と呼ばれるシリーズ新作タイトルが発表され、ゲームセンターコーハツの呼びかけによってクラウドファンディングが開始された。前作をベースに新キャラクターの追加をはじめ、トレーニングモードの追加、メインキャラクターイラストやUIなどの一新、バランス調整などが行われる。旧作を製作したオリジナルメンバー3名による製作で、2023年の稼働を目指している。

## システム
攻撃・攻性防禦・投げの3すくみの概念は前作から引き継いでいる。1レバーと弱、中、強攻撃、攻性防禦の4ボタンで操作。攻性防禦は前作と同様に中・強攻撃ボタン同時押しでも発動可能。ガードゲージを採用しており、相手からの攻撃をガードするごとに消耗し、なくなると1秒のガードブレイクを起こして無防備になる。前作と違い、通常技ガード時の削りダメージは廃止されている。
本作から以下のシステムが追加された。
- ダッシュ攻撃
  - ダッシュ中に攻撃ボタンで発動。これを食らった相手は壁に張り付いた状態になり、「壁コンボ」が可能になる。
- ニュートラルガード
  - 攻撃方向と逆方向にレバー入力しなくても、レバーを動かさなければ上・中段を、レバーを下に入れると下段を裏表問わずに自動でガードする。ただし通常よりもガードゲージを大きく消費する。
- 二段ジャンプ
- 特攻ゲージによる攻撃力上昇
  - 必殺技ゲージである特攻ゲージのレベル段階によって、若干攻撃力が上昇する。1ゲージにつき+5%。試合開始時には1.5ゲージ分のストックがある。
- 完全煉鎖
  - 攻撃ボタンを連続して押すことで連続攻撃。いわゆるボタン操作によるチェーンコンボ。
- 完全世界
  - 1ラウンド中1回だけ使用できる。弱・中攻撃ボタンと攻性防禦ボタンを同時押しで一定時間発動する。発動の際には吹き飛ばし判定が発生し、発動終了するまでタイムカウンターが停止する。基本的にゲージの保有量によって発動中状態の時間は長くなるが、攻撃を食らった状態で発動すると、発動時間が短くなる。発動終了すると特攻ゲージが消滅し、次ラウンドも特攻ゲージ量が0からの状態で開始する。発動中の効果は以下の通り。
    - キャラクターの性能強化。攻撃力に1.2倍の補正がかかる（発動前のゲージ保有量に影響されない）。
    - 徐々に体力回復。体力ゲージの赤い線が回復限界値。
    - 完全世界発動中、弱・中攻撃ボタンと攻性防禦ボタンを同時押しで、専用技の「完全神殺」を行う。使用すると、強制的に完全世界が発動終了となる。

## ストーリー
西暦20XX年、チベットの秘境・ツァンポ渓谷での崩落事故が小さく報じられた。それから数ヵ月後、”新聖堂騎士団”を名乗る組織による世界同時テロルが勃発し、世界は混沌と化した。この混沌に乗じた新世界の覇権を争う暗闘が開始される・・・。

## 登場キャラクター
エヌアイン ［ EN-Eins ］
声 - 西村愛菜
本作の主人公。ゲゼルシャフト本部壊滅によって崩壊したツァンポ渓谷の崩壊現場の瓦礫の上に一人立ち尽くしていた少年。ある者に呼ばれている事を感じ取り、新聖堂騎士団を追って南極へと向けて動き出す。身長169cm、肉体年齢は14歳前後。淡い金髪のボブカットで赤眼を持つ美少年。超能力者であり、自分以外の人間を『旧人類』と呼び平然と見下す発言をするが、戦闘の前後には戦う事に消極的な発言も出るなど、精神的に不安定な様子を見せる。
その正体は完全教団によって作られた複製體で、神の器『神の現実態（エネルゲイア＝アイン）』 。不律の考察からムラクモやエレクトロゾルダートらとは違う手法で作られた可能性が高い。彼の他にも神の現実態候補は複数体作られたようだが、エヌアイン曰く「兄弟は実験で皆死んだ」。この事が彼が他人を見下す要因の一つらしい。神になれという命令を「孤独の境地だ」と拒否し、見下してる旧人類についても「役目を終えたが抹殺の理由にはならない」と完全教団に反旗を翻した。ヴァルキュリアを倒した後、「僕は孤独だ。せめて残った人々と生きたい」と永久凍土の下に眠る手に入れれば『神』になれる古代文明の遺産をマグマを流し込んで破壊した。
立ち回りと安定性を重視した格闘ゲームの主人公の王道とも言える性能だが、追加入力で派生技をだす必殺技や、地面を這う飛び道具やダッシュ攻撃やテレポート攻撃などで相手を撹乱しつつ有利な間合いに持ち込むテクニカル・トリッキーな一面がある。相手の守りを崩す性能が悪く、ノーゲージ状態での単発火力が弱いため立ち回りが重要となり、コンボと追い討ちと不意打ちがダメージソースになる。防御力はやや低め。
カティ ［ KATI ］
声 - 内海慶子
前作アカツキ電光戦記でミュカレに体を乗っ取られていたドイツ人の少女。なぜかチベット・ツァンポ渓谷で保護されるが、体力が回復すると面妖な「兇眼の杖」（ミュカレの元帥杖とは別物。ゲゼルシャフト本部にあったモーニングスターに塞が呪いをかけた物。）を持って失踪、旅に出てしまう。ミュカレと違って眼鏡を掛けていない。勝利後デモのポーズは「兇眼の杖」の呪いを受けない為の魔除けのコルナ（これも塞に教わったもの）。
実はミュカレに憑依されている間に彼女の意識が流れ込んでおり、憑依が解けた後もその記憶が残っている。その記憶からミュカレが孤独だと考えて、彼女と友達になろうとしている。彼女の救助には塞が関わっており、彼の事を「足長おじさん」と呼ぶ。
天真爛漫な性格ではっちゃけた台詞が多く、外見年齢よりも幼い印象を受けるが、純真で優しい心を持つ少女。また戦闘中のコミカルな演出がとても豊富である。
格闘ゲームキャラクターの基本的な技にモルゲンシュテルンなどの中距離に強みを持つ技を持つ。素の火力はあまり無く特攻頼みの戦い方を強いられるキャラクター。接近戦キャラだが防御力は最低ランク。
テンペルリッター ［ TEMPELRITTER ］
声 - 太田佳織
新聖堂騎士団の女騎士。新聖堂騎士団の航空部隊であり、プネウマ計画のための『旧人狩り』という名の人類抹殺の実働部隊で、生身で空を飛べる。蛇腹剣や真空波の刃などで攻撃を行う。その正体はヴァルキュリアのクローンであり、完全者曰く「神の似姿」。そのため、ストーリーモードでは彼女と戦う事は無い。
エヌアインと違い、旧人類抹殺を厭わない残忍さを持ち大変高圧的・攻撃的な性格だが、相手を戦士として認める武人のような一面もある。
プレイヤーが操作する個体はエヌアイン撃破直後から神を元にした肉体の力が強すぎて精神が破壊されてしまったらしく人を斬る快感に目覚めてしまい、オリジナルであるヴァルキュリアを倒した後は半狂乱となって殺戮を止めることが無い快楽殺人者へと成り果ててしまう。
全キャラクター中唯一ジャンプキャンセル技を持つなど空中からの攻撃に特化したコンボキャラで、火力は低く防御力は最低。地上技が使いにくく隙が大きめで、かなり癖の強い性能。
アカツキ ［ AKATSUKI ］
声 - 松本忍
前作に引き続き電光機関の破壊のために新聖堂騎士団と人調審を追っている。
最終特攻技の火力低下などの弱体化はあるが、特攻ゲージが溜まり易くなった事もあってそれでも爆発力に長けるキャラクター。完全神殺は突進しながらの多段攻撃（他のキャラクターより攻撃回数が多めで、且つ一発一発の攻撃力も高め）のため、ガードクラッシュを起こさせ易い。
鼎 ［ KANAE ］
声 - 724
前作終了後、ツァンポ渓谷崩落の調査を行っていたが突然左遷されてしまう。その後、内閣情報調査室から自分の上司であった千家三佐がムラクモの複製體である事を含めた真実を教えられ、その意向を受けて行動している。シナリオ終了後は人調審撲滅の為の内調直属部隊の編成を命ぜられた。
塞 ［ SAI ］
声 - 響紫音
イギリス政府から前作のゴタゴタも含めた今回の一連の騒動の始末を丸投げされてしまった。失踪したカティの身を案じている。余計な事とは知りつつ新聖堂騎士団に首を突っ込んでしまう。ムラクモからは前作の事もあってかなり嫌われている。
『紫音と零司の放送世界』にて、テオフィル・ゴーティエ作の『魔眼』の登場人物との関連性がほのめかされている。
マリリン大姐 ［ MARILYN DAJIE ］
声 - かるまぐ
前大当家死去後のどさくさを金で解決し、目論見通り新大当家の座に就く。内部抗争が絶えない組織を後に新聖堂騎士団を追う。目的を達成したため本性を現し、かなり強気かつ攻撃的な口調をしている。また本作から、髪色が赤に変わり鋭い目つきをするようになり、より攻撃的な印象になっている。
不律 ［ FRITZ ］
声 - 響紫音
前作に引き続き複製體の抹殺を行っている。前作と違いガード中の相手からダメージを奪えなくなったが、戦術は前作とほとんど変わらない。完全神殺は発生が遅い単発技。
アノニム・ガード ［ ANONYM GUARD ］
声 - すとれんじ へけ
宗教結社『神聖クラブ』の精鋭である宮殿衛兵。前作で失踪したアノニムの捜索を命じられた。設定上の立場や戦闘力は彼女のほうが高く、勝利台詞にもそれが現れている。
通常立ち攻撃の射撃技が無くなり、最終特攻が自動復活ではなく乱舞技になっている。
大魏 ［ DAWEI ］
声 - 松本忍
前作終了後に山篭り修行をしていた。自分の恩人であるインフーの仇であるムラクモの複製體を全て殺そうと動いている。
エレクトロゾルダート ［ ELEKTROSOLDAT ］
声 - 滝野洋平
電光機関を装着しているアドラーの複製體で、今回は新聖堂騎士団のクローン兵士として登場。最初は人類虐殺を行っていたが、クローンの体そのものの脆弱さに加え電光機関の影響もあって、総じて寿命が短い自分達の寿命を延ばせる手段があるとエヌアインにそそのかされ、南極にある古代文明の遺産の入手を企む。
アドラー ［ ADLER ］
声 - 長瀬零司
今回は新聖堂騎士団のエレクトロゾルダートの一人に転生。本来、複製體は転生の器に向かないはずなのだが、やけに調子がいいらしい。相変わらず自分の欲望・野望に突っ走り、ヴァルキュリアに対しては「お前が神なら、さしずめ俺はズーパーアドラーと言ったところだ。」と言う有様。
電光戦車 ［ BLITZTANK ］
前作での暴走を教訓に自立制御システムを外され遠隔操作となったが、今度はそれをエヌアインに利用されてしまう。
完全者 ［ PERFECTI ］
声 - 内海慶子
霊魂の救済の為の旧人類抹殺計画『プネウマ計画』のために新聖堂騎士団を率いて人類虐殺を行っている。その虐殺の対象には当然の如くカティも含まれている。ちなみに外見や体格は変わっていないが、体は前作のアノニムのもの。あちこちへ遠征している間に南極点の施設をムラクモに占拠されてしまう。ちなみに、『プネウマ計画』は『命の泉（レーベンスボルン）』計画の第一段階だという。
攻性防壁が独立したボタンに振り分けられた事によって溜め攻撃が容易になった。そして、無敵対空技が追加された。更に基本コンボや基本的な連携だけでも安定して戦えるようになった。しかし、相変わらずの防御力の低さに加えて特攻ゲージや体力差による攻撃力補正もあって油断するとあっという間に体力が減る。完全神殺は画面の殆どを上から下へなぎ払うビームによる斬撃。
ムラクモ ［ MURAKUMO ］
声 - 松本忍
今回は陸上自衛隊幕僚の千家三佐に転生した。それを利用して彼の部下であった鼎を左遷した。人口削減の為の人類大量虐殺計画という野望を遂行する人口調節審議会（人調審）に所属し、軍や警察に深く根を張っていた。しかし、大量虐殺という手段は新聖堂騎士団によって達成されてしまう。ムラクモは「それ以上」を求めて南極点に現れた建造物を占拠し、自らが神になろうとする。
ヴァルキュリア ［ VALKYRIA ］
声 - 太田佳織
『完全世界』ではテンペルリッターの色違いでCPU専用ラストボスであり、その性能はテンペルリッターのコンパチ。防御力が全キャラクター中最強であり、テンペルリッターの特攻技をノーゲージで、最終特攻を1ゲージで出せる。彼女は後に『完全世界A』で別のプレイ可能なキャラクターになり、発売後のアップデートにプレイ可能なものを含めるためのクラウドファンディングのストレッチ目標は300万円に達した。 神と呼ばれた古代人であり、自らを「旧世界に死をもたらす者」と称する人物。新聖堂騎士団関係者を除き『新世界（ノイラント）』へ行く資格があるかどうか試すために戦う。一方で複製體には資格が初めからないと考えているらしく、エレクトロゾルダートには「何をしに来た。ここはお前などの来る場所ではない」と拒絶。電光戦車に対しては「まだこんなポンコツを使っていたのか」と、兵器としての存在価値を否定している。古風な口調をしており、一人称は「拙者」で二人称は「お主」であり、暴走した電光戦車に対して「介錯する」と宣言するなど武士を思わせる。
イナズマ ［ INAZUMA ］
声 - まはっと
『完全世界A』で紹介された。謎の覆面一式電光機関の兵士は、彼の外見や電光単車に乗るなど、仮面ライダーに似ている。その正体は、エネルガイアの9番目のクローン、「エヌノイン (EN-Neun)」とは別の生き残りであるエンノインにほかならない。ノインの一式電光兵イナズマへの変身は、最初に地上研究所によって開始されました。 ムラクモが人口管理評議会を率い、ノインを自らの計画のための戦力として完成させるまで。さらに、「試作電磁装軌車」という電磁投射砲（レールガン）付きのキャタピラ式バイクを駆る。しかし、仮面の奥にあるイナズマの正体をムラクモ自身も知る者はいなかった。しかし、イナズマはなんとかムラクモから逃げ出すが、20XX年に聖堂騎士団が人類に宣戦布告したことで再び姿を現す。人間は神であり機械であると信じているため、アカツキやエンアインとは正反対の性格を持っています。
ミュカレ-A［MYCALE-A］
声 - TBA
『完全世界A』アップデートでミュカレの再導入バージョン。彼女はクラウドファンディングによる発売後のアナスタシスの追加の一部であり、彼女のストレッチ目標は700万円である。 彼女は現在、クラウドファンディングのストレッチゴールが彼女の包含で終わっているため、『完全世界A』の最後の追加キャラクターである。彼女が処刑される前に彼女の元帥杖、ダインスレイヴの中に彼女の魂を保存した1世紀のフランスの魔女。 彼女の杖に触れる人は彼女の意識に取り憑かれる。当初、電光戦記の間、カティは彼女のホストだった。しかし、最初のゲームの終わりの時点で、マイケールはカティから分離され、アノニム・メレル・ランバスの体を所有していた。メレルを手に入れると、彼女は完全教団の青いヘアピンと青いネクタイと引き換えにホストの修道女のベールを落とし、ホストの黄色い目を明らかにする。ミュカレは、元の魔法の呪文のテクニックを1つの銃に組み込む代わりに、メレルの二重の銃撃戦を破棄するため、彼女のプレイスタイルは、以前のカティが所有するバリアントの魔法の呪文と前のゲームのメレルの戦闘スタイルを組み合わせたものになる。
『完全世界A』の未知の新キャラクター
これらの未知の新キャラクターは当初、『完全世界A』に再導入されると推定され、クラウドファンディングのストレッチ目標はそれぞれ1,000万円と1,200万円だった。 前者はプレイ可能であることが計画されていたが、後者は更新されたゲームのCPUのみの真の最終ボスになる予定だった。 ただし、それらのインクルージョンはストレッチゴールに到達せず、更新されたゲームのリリースから削除される。